# Ivan Afonine
 (mai 2019).
Si vous disposez d'ouvrages ou d'articles de référence ou si vous connaissez des sites web de qualité traitant du thème abordé ici, merci de compléter l'article en donnant les références utiles à sa vérifiabilité et en les liant à la section « Notes et références ».
Pour les articles homonymes, voir Afonine.
 Ivan Mikhaïlovitch Afonine (en russe : Иван Михайлович Афонин) (20 avril 1904 - 16 janvier 1979) est un officier supérieur soviétique qui fut commandant dans l'Armée rouge pendant la Seconde Guerre mondiale.

## Biographie
(mai 2019).
Afonine s'engage dans l'Armée rouge en 1926, il est diplômé de l'école militaire de Léningrad et de l'académie militaire Frounze. Il est admis comme membre du PCUS en 1928.
Il participe à la Bataille de Khalkhin Gol en 1939.
Pendant la Seconde Guerre mondiale, Afonine est grièvement blessé le 22 juin 1942 lors des combats sur le Donets. Il commande la 300e division de fusiliers lors de la bataille de Stalingrad et est décoré de la médaille pour la Défense de Stalingrad.
En février 1943 la 300e division devient la 87e division de fusiliers de la Garde. Afonine est nommé major-général, convoqué à Moscou où Kalinine le décore de l'ordre de Souvorov et il est nommé à la tête du 18e corps de fusiliers de la Garde.
C'est à la tête de cette unité (2e, 3e & 4e divisions parachutistes de la garde et 254e division de fusiliers) qu'il participe à la bataille de Koursk sur le front nord du saillant.
D'abord à Maloarkhangelsk, sur l'aile droite de la 13e armée du Général Nikolaï Poukhov, puis, à partir du 10 juillet, à Ponyri, un des points les plus chauds de la bataille.
Une nouvelle fois décoré de l'ordre de Souvorov pour l'expansion de la tête de pont sur le Dniepr.
Le 12 avril 1944, il tire sur le major Andreïev commandant du bataillon de reconnaissance de la 237e division de fusiliers, l'affaire remonte jusqu'à Staline.
Il commande le groupe d'assaut contre Budapest, au sein du 2e front d'Ukraine du général Malinovski, lors du siège de Budapest où il est de nouveau blessé le 24 janvier 1945.
Il reprend néanmoins son commandement et participe à la prise de Vienne et de Brno. Il conduit les forces représentant le 2e front d'Ukraine aux côtés du général Ieremenko lors du défilé de la victoire à Moscou le 24 juin 1945.
Il participe à la campagne de Mandchourie, notamment à la prise de Moukden et à la capture de l'empereur Pu Yi.
Après la guerre, Afonine est commandant adjoint de la région militaire de Sibérie.